# Șoimuș
Șoimuș (en hongrois : Marossolymos, en allemand : Falkendorf) est une commune du Județ de Hunedoara en Transylvanie, (Roumanie).